# Estadio Universitario
Estadio Universitario de Nuevo León – stadion piłkarski w meksykańskim mieście San Nicolás de los Garza, w zespole miejskim Monterrey, w stanie Nuevo León. Obiekt może pomieścić 41 515 widzów, a swoje mecze rozgrywa na nim drużyna Tigres UANL. Często określany poprzez przydomek „Volcán” („Wulkan”), jest miejscem powstania meksykańskiej fali.
Pomysłodawcą i zleceniodawcą budowy stadionu był patronat uczelni Universidad Autónoma de Nuevo León (UANL), którego przewodniczącym był w owym czasie biznesmen Manuel L. Barragán. Nadzór nad pracami objęli inżynierowie Juventino Gutiérrez i Gerardo Torres, natomiast całkowity koszt robót wyniósł 23 miliony meksykańskich pesos. Pojemność obiektu miała pierwotnie wynosić 90 000 miejsc, lecz z powodu problemów finansowych zdecydowano się znacznie ją zredukować. Budowę zakończono w 1967 roku; stadion został otwarty 30 maja przez Eduardo Livasa Villarreala, ówczesnego gubernatora stanu Nuevo León. Wówczas także nastąpiła inauguracja obiektu, podczas której w meczu towarzyskim lokalny zespół CF Monterrey zmierzył się z Atlético Madryt – spotkanie to zakończyło się ostatecznie wynikiem 1–1, zaś pierwszego gola na nowym obiekcie zdobył w 59. minucie spotkania gracz gospodarzy Mariano Ubiracy.
Przed turniejem eliminacyjnym do Mistrzostw Świata 1978, którego współgospodarzem został właśnie Universitario, stadion przeszedł renowację – wzniesiono wówczas lożę prasową, a także zmodyfikowano liczbę miejsc do 46 999. Kolejne prace miały miejsce kilka lat później, gdy ogłoszono, że obiekt będzie jedną z aren Mistrzostw Świata 1986. Wtedy pojemność powiększono do 52 000 widzów, jednak zaraz po mundialu zredukowano ją do obecnej liczby 42 000 ze względu na poprawienie komfortu i bezpieczeństwa widzów. Na Universitario odbyło się siedem spotkań tamtych mistrzostw świata; pięć w fazie grupowej (Polska 0–0 Maroko, Portugalia 1–0 Anglia, Maroko 0–0 Anglia, Polska 1–0 Portugalia i Polska 0–3 Anglia), jeden w 1/8 finału (Maroko 0–1 RFN) oraz jeden w ćwierćfinale (Meksyk 0–0 RFN). Stadion był także jednym z gospodarzy Mistrzostw Świata U-17 2011, podczas których rozegrano na nim osiem meczów. Universitario, oprócz spotkań piłkarskich, gości również koncerty muzyczne – występowali na nim wykonawcy tacy jak Queen, Rod Stewart, Guns N’ Roses, The Rolling Stones, Iron Maiden, Coldplay, Shakira, Aerosmith, Metallica i Kiss.
Stadion jest położony w samym środku kampusu uniwersytetu UANL. Jest uznawany za jeden z najważniejszych i najbezpieczniejszych obiektów piłkarskich w kraju. Posiada m.in. 840 miejsc VIP, mogącą pomieścić 120 dziennikarzy lożę prasową, rozbudowany system telewizji przemysłowej, a także parking z 3 600 miejscami postojowymi. Na arenie znajduje się największy (po znajdującym się na Estadio Olímpico Universitario) telebim w Ameryce Łacińskiej, o wymiarach 12,48 × 8,60 m. Właśnie na tym stadionie powstała tzw. meksykańska fala – taki rodzaj dopingu został po raz pierwszy zastosowany 18 września 1984 w meczu towarzyskim pomiędzy Meksykiem i Argentyną (1–1).